# Crni Lug, Srbija
Crni Lug (izvirno srbsko Црни Луг) je naselje v Srbiji, ki upravno spada pod Mesto Vranje; slednja pa je del Pčinjskega upravnega okraja.

## Demografija
V naselju, katerega izvirno (srbsko-cirilično) ime je Црни Луг, živi 203 polnoletnih prebivalcev, pri čemer je njihova povprečna starost 40,5 let (38,6 pri moških in 42,6 pri ženskah). Naselje ima 79 gospodinjstev, pri čemer je povprečno število članov na gospodinjstvo 3,37.
To naselje je, glede na rezultate popisa iz leta 2002, večinoma srbsko, a v času zadnjih 3 popisov je opazen porast števila prebivalcev.
|  |

| Demografija | Demografija     | Demografija     |
| Leto        | Št. prebivalcev | Št. prebivalcev |
| ----------- | --------------- | --------------- |
|             |                 |                 |
|             |                 |                 |
|             |                 |                 |
|             |                 |                 |
| 1948        | 428             |                 |
| 1953        | 429             |                 |
| 1961        | 368             |                 |
| 1971        | 290             |                 |
| 1981        | 248             |                 |
| 1991        | 264             | 263             |
| 2002        | 266             | 266             |
|             |                 |                 |

| Etnična sestava po popisu iz leta 2002 | Etnična sestava po popisu iz leta 2002 | Etnična sestava po popisu iz leta 2002 | Etnična sestava po popisu iz leta 2002 | Etnična sestava po popisu iz leta 2002 |
| -------------------------------------- | -------------------------------------- | -------------------------------------- | -------------------------------------- | -------------------------------------- |
| Srbi                                   | Srbi                                   |                                        | 262                                    | 98,49%                                 |
| Rusi                                   | Rusi                                   |                                        | 2                                      | 0,75%                                  |
| Makedonci                              | Makedonci                              |                                        | 2                                      | 0,75%                                  |
| Neznano                                | Neznano                                |                                        | 0                                      | 0,0%                                   |